# Кавасумі Таеко
Кавасумі Таеко (яп. 河角 多恵子; нар. Японія) — японська футболістка, виступала в збірній Японії.

## Кар'єра в збірній
Дебютувала у збірній Японії 3 червня 1988 року в поєдинку проти Чехословаччини. У футболці національної збірної у 1988 році зіграла 2 матчі.

## Статистика виступів у збірній
| жіноча національна збірна Японії | жіноча національна збірна Японії | жіноча національна збірна Японії |
| Рік                              | Матчі                            | Голи                             |
| -------------------------------- | -------------------------------- | -------------------------------- |
| 1988                             | 2                                | 0                                |
| Загалом                          | 2                                | 0                                |